# 愛知県道33号瀬戸設楽線
愛知県道33号瀬戸設楽線（あいちけんどう33ごう せとしたらせん）は、愛知県瀬戸市から北設楽郡設楽町に至る主要地方道（愛知県道）である。途中、豊田市のうち旧藤岡町域と旧足助町域を経由する。
設楽ダムの建設に伴い設楽町内の一部区間が水没するため、付替道路が建設中である。

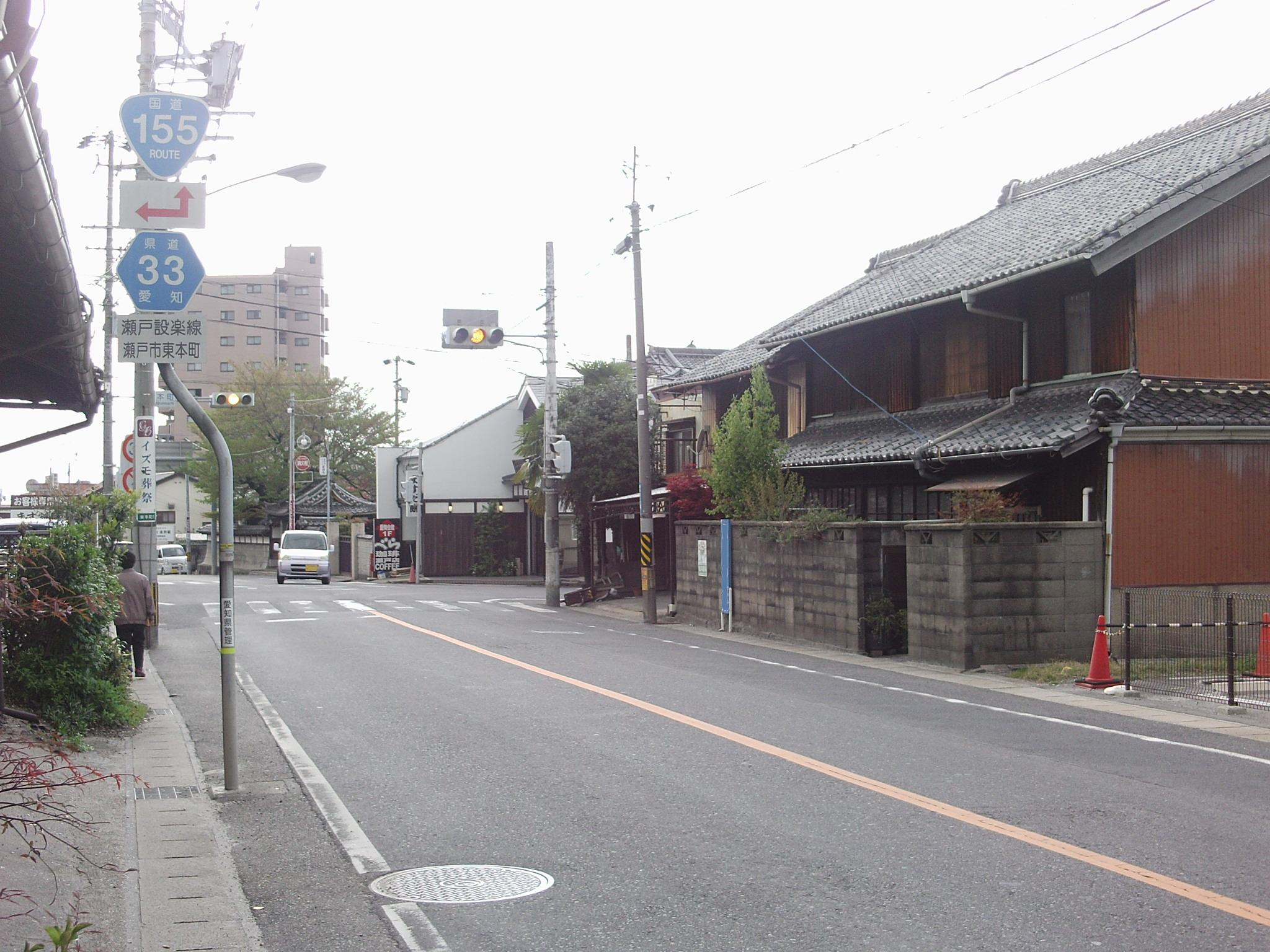
起点（瀬戸市東本町）

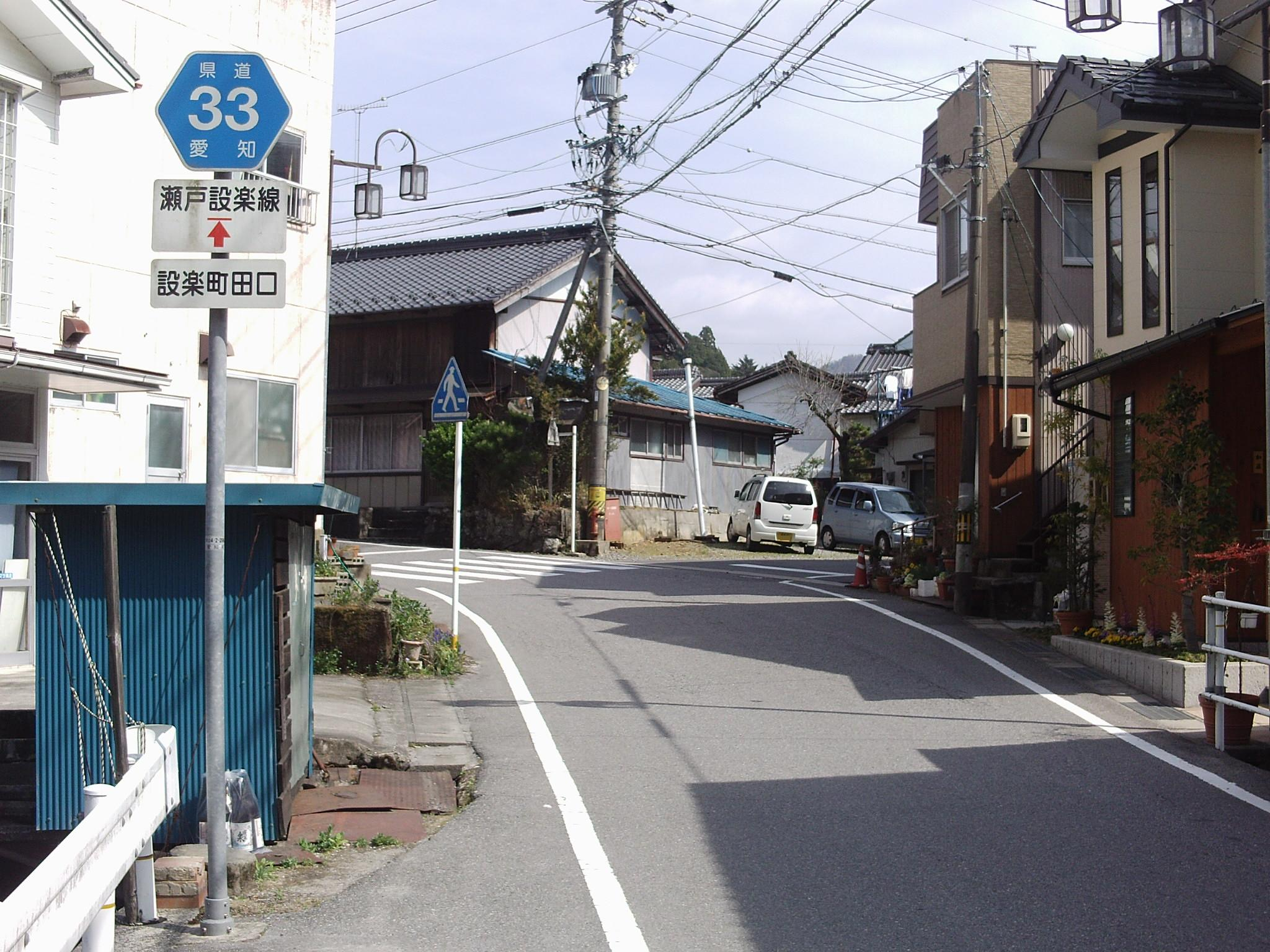
終点付近（北設楽郡設楽町田口。設楽ダム完成までこの区間は県道認定解除）

## 概要
愛知県北部に位置する瀬戸市東本町の国道155号分岐（東本町交差点）から東進して戸越峠を越えて、豊田市を経由して愛知県北東部の鷹ノ巣山を中心とする山岳地帯を横断しながら、奥三河の設楽町田口で国道257号に至る、延長約68 kmの主要地方道に指定された県道である。主な通過地は瀬戸市赤津町、豊田市藤岡飯野町・上川口町・下川口町・富岡町・足助町である。瀬戸市中心街から東海環状自動車道のせと赤津インターチェンジ (IC) とを結ぶ連絡道も本路線に指定されており、せと赤津I.C西交差点で国道248号瀬戸東バイパスとも接続する。豊田市内では、国道419号と藤岡飯野町交差点で交差するほか、同市富岡町から足助町まで国道153号と交差・重複する。
東三河を起・終点とする愛知県道で、本路線は唯一尾張地方を起・終点とする。

### 路線データ
- 起点：愛知県瀬戸市東本町1丁目（国道155号交点）
- 終点：愛知県北設楽郡設楽町田口（国道257号交点）
- 総距離：約68.5 km

## 沿革
- 1954年（昭和29年）1月29日：瀬戸田口線として主要地方道第1次指定（愛知県道小渡瀬戸線の一部、愛知県道下品野足助線の一部、愛知県道足助田口線の一部）
- 1956年（昭和31年）4月14日：愛知県が主要県道547号瀬戸田口線を認定。
- 1965年（昭和40年）11月29日：瀬戸設楽線へ改称。
- 1972年（昭和47年）8月27日：県道番号が33となる。
- 2021年（令和3年）4月1日：付替道路完成まで設楽町道31号川向大名倉線のルートに変更、現道の実質的な終点が設楽町川向となる。県道432号交点までの区間は通行止め、以東終点までは県道認定解除。

## 地理

### 通過する自治体
- 愛知県
  - 瀬戸市 - 豊田市 - 北設楽郡設楽町

### 交差する道路
- 国道155号・国道248号・国道363号（東本町交差点）
- 愛知県道212号窯元東古瀬戸線（赤津町交差点）
- 愛知県道22号瀬戸環状線（赤津町交差点北方 - 八王子町交差点、せと赤津IC西交差点 - 八王子町交差点で重複）
- 国道248号（瀬戸東バイパス：せと赤津IC西交差点）
- 東海環状自動車道せと赤津IC（せと赤津IC西交差点）
- 愛知県道353号大平折平線（豊田市折平町）
- 愛知県道350号北一色東広瀬線（豊田市折平町）
- 愛知県道352号上渡合土岐線（豊田市上渡合町）
- 国道419号（藤岡町役場東交差点）
- 愛知県道486号木瀬富田線（豊田市御作町内 - 御作浜井場交差点で重複）
- 愛知県道485号沢田御作線（御作日沢交差点）
- 愛知県道11号豊田明智線（豊田市下川口町付近で重複）
- 愛知県道355号島崎豊田線（豊田市月原町）
- 愛知県道357号平沢御蔵線（豊田市御蔵町）
- 愛知県道344号久木中金線（大蔵交差点 - 豊田市大蔵町内で重複）
- 国道153号（飯田街道）（豊岡交差点 - 豊田市富岡町内で重複）
- 愛知県道366号小渡明川足助線（今朝平交差点 - 豊田市桑田和町で重複）
- 愛知県道367号梨野川面線（豊田市川面町）
- 愛知県道484号牛地大多賀線（豊田市大多賀町）
- 愛知県道364号田峯東大見線（設楽町田峯）
- 設楽町道115号浦谷1号線（設楽町田峯）
- 裏谷第一支線林道（設楽町田峯）
- 愛知県道365号田峯三都橋線（設楽町田峯）
- 椹尾谷林道（設楽町田峯）
- 澄川林道（設楽町田峯）
- 設楽町道325号駒ヶ原宇連線
- 設楽町道387号名倉宇連線
- 設楽町道31号川向大名倉線（設楽町大名倉：2021年4月より付替道路完成まで当線を県道33号に変更）
- 愛知県道432号小松田口線（設楽町大名倉 - 設楽町田口で重複：2021年4月より同区間の33号・432号は認定解除）
- 設楽町道8号田口松戸線（設楽町田口：同上）
- 設楽町道143号平野松戸線（設楽町松戸） - 設楽ダム工事進捗のため、2019年（令和元年）10月1日より通行止[2]。
- 国道257号（設楽町田口：2021年4月より設楽町川向から終点まで重複とするよう変更、旧道は認定解除）

## 沿線

### 瀬戸市
- 瀬戸市立にじの丘学園
- 東公園
- 東海環状自動車道せと赤津パーキングエリア
- 小長曽陶器窯跡
- 雲興寺
- 東京大学愛知演習林

### 豊田市
- 戸越峠（とごえとうげ：標高356m。瀬戸市境）
- 猿投山
- 豊田市役所藤岡支所
- アイシン藤岡試験場
- 愛知県立加茂丘高等学校
- 矢作川（加茂橋）
- 川怒温泉

### 設楽町
- 段戸湖
- 段戸裏谷原生林（きららの森）
- 豊川市野外センター きららの里
- 設楽大橋（国道257号暫定重複区間。1973年竣工）
- 福田寺
- 愛知県警設楽警察署

## 別名
- 飯田街道（豊田市・旧足助町）
- 三州街道（豊田市・旧足助町）